# Jonas Steur
Jonas Steur (1982), ook bekend als Estuera, is een Belgisch trance-dj en -producer.

## Biografie
Steur was al van jongs af aan met muziek bezig. Na een periode van experimenteren met goedkope Casio-keyboards, schafte hij zich op 15-jarige leeftijd een paar draaitafels aan en kwam zo in contact met het fenomeen dj. Maar hij had vooral de drang om zijn eigen muziek uit te brengen, en met Silvertear - So Deep (in samenwerking met Christophe Chantzis, Erik Vanspauwen, Pascal Schutters en Roeland Tijskens) had hij op amper 17-jarige leeftijd zijn eerste platencontract beet.
De daaropvolgende jaren verfijnde hij zijn vaardigheden als producer en bracht hij een reeks tracks uit in verschillende muziekstijlen, gaande van hardhouse tot trance, met onder andere een nummer voor het album Ace van Ian Van Dahl.
Maar zijn grote doorbraak kwam in 2003 toen hij met het alias Estuera op de proppen kwam: zijn eerste ep Travels/7 Clouds verscheen onder het gerenommeerde Black Hole-label van DJ Tiësto. Andere uitgaven op verschillende sublabels volgden elkaar in sneltempo op; zo kreeg zijn voltreffer Tales from the South bijvoorbeeld een plaatsje bij Magik Muzik.
Steur kwam daarna in contact met Paul Moelands en Menno de Jong die toen bezig waren met het opstarten van Intuition Recordings, een sublabel van Fundamental Recordings. In 2005 bracht Steur onder zijn eigen naam een eerste uitgaven uit bij Intuition; zowel Castamara als Silent Waves mogen gerust tot de grootste trancehits van dat jaar gerekend worden, getuige bijvoorbeeld Armin van Buurens A State of Trance Yearmix uit 2005, waar beide nummers op te vinden zijn. Dit succes zette zich voort met een stilaan grote lijst van dj-optredens, licenties voor Tiësto's populaire In Search of Sunrise-mixcompilatiereeks, vele aanvragen om remixes te maken, albums enzovoort.

## Aliassen
Estuera, Global Killer, Jonas Steur, Propylon, Sturgeon, Switchback.

## Youtube
Sinds begin oktober 2020 uploadt Jonas ook op zijn YouTube-kanaal.

## In groep
Silvertear, Global killer, Fable, Steur Brothers.

## Coproducties voor
Fabb'X, Ian Van Dahl

## Discografie

### Albums
Steurs debuutalbum Born for the Night verscheen op 17 september 2007.
Nummers:
1. Fall to Pieces
2. Nightwalker
3. Level Up
4. Seven Moons and a Bit
5. Pure Bliss
6. Rise and Shine
7. Born for the Night
8. Left in a Daze
9. I Know
10. La Nuit Noire (met Re:Locate)

Het album bevatte ook een bonus-cd met een mix van Steurs oudere producties:
1. Tales from the South (albumversie)
2. Flow
3. City Lights
4. Silent Waves
5. 7 Clouds
6. Palma Solane (met Re:Locate)
7. Red Shores
8. Second Turn
9. Castamara

Het tweede album Tales is een vierdelige serie minialbums.